# 寅次郎的故事
《寅次郎的故事》是由渥美清主演、山田洋次原作、導演（除部分作品之外）的日本富士電視台電視劇，以及由松竹映画所制作，全长50部（第49部為特別篇）的喜剧电影（1969年—2019年）系列名稱。
2008年夏，松竹公司宣佈在同年8月27日，陸續推出高畫質數位修復DVD影碟，該天正是此系列面世40週年紀念日。2019年，則將全系列既往作品發售4K修復藍光光碟版本。

## 背景
本作原為1968年富士電視台所播出的電視劇，全26集（但映像資料現僅存第1集與完結篇），當時同樣由渥美清主演。但日劇版最後，主角車寅次郎在奄美大島被龜殼花所咬中毒身死的結局引來觀眾反彈，也促成電影版本開拍的契機。
山田洋次擔任電影版全50部作品的編劇；除第3部（導演：森崎東）和第4部（導演：小林俊一）外並同時擔任導演，原本山田洋次最初打算在拍完第5集時就將此系列告終，卻因為票房極佳而一路續拍至今。當製作到第30部時，被吉尼斯世界紀錄大全列入世界上最長的系列電影，後來因為男主角渥美清病故，《寅次郎的故事》在第48部時不得不完結，第49部則以系列中其他登場演員的新拍攝情節再加上舊作畫面方式推出特別篇。

## 故事
車寅次郎（阿寅）是父親車平造和賣藝女子菊所生的孩子，16歲時和父親大吵了一架後離家出走。20年後，寅次郎卻又突然回到了故鄉──東京都葛飾區柴又的寅屋，看望闊別已久的叔叔嬸嬸和同父異母的妹妹阿櫻。寅次郎自小就是出了名的淘氣鬼，人稱「瘋癲阿寅」，時常做出些出格的事情來。結果在妹妹的相親會上出盡洋相，回去和叔叔嬸嬸大吵一架後又憤而出走。經過一番曲折，阿寅終于幫助妹妹找到了真心喜歡的人──印刷廠的技工阿博；而他自己卻像遊子一般又再次出門遠行。
從第1部電影開始，就此定下了整套系列作品的基調。每次阿寅在外飄蕩久了就會回到柴又，和妹妹碰碰頭。全系列最大的特色，是每集中都會有一位當紅女明星客串演出，和阿寅在路上相識。她們每次雖然都對阿寅表現出好感，但都不是真正的戀愛──最終自己的戀人都會出現。而阿寅往往對此渾然不覺，直到最後明白之後總是默默地離去，重新開始漂泊生活，去各地擺自己的小攤。從第42部開始，阿寅的外甥滿男和滿男的女友阿泉也成為故事的主角，和阿寅展開了雙線的情節。
《男人真命苦》通常都在每年的盂蘭盆節和日本新年正月初一，一年上映兩部。作品中自始至終貫穿著全日本美麗的自然和人文風光，是該作的一大特色。

## 主要演员

### 亲属
- 车寅次郎＝渥美清
- 车龙造＝森川信（1～8）/松村达雄（9～13）/下条正巳（14～48）
- 车つね＝三崎千惠子
- 诹访樱＝倍赏千惠子
- 诹访博＝前田吟
- 诹访满男＝中村速人（1～8/10～26）/冲田康浩（9）/吉冈秀隆（27～48）
- 诹访飚一郎＝志村乔
- 及川泉＝后藤久美子

### 邻居
- 寺廟住持＝笠智众
- 桂梅太郎（章鱼厂长）＝太宰久雄
- 桂明美＝美保纯
- 源公＝佐藤蛾次郎
- 备后屋＝露木幸次

### 朋友
- リリー＝浅丘琉璃子
- ポンシュウ＝关敬六
- 川又登＝秋野大作
- 阪东鹤八郎＝吉田义男
- 大空小百合＝冈本茉莉（8）志穗美悦子（37）

## 全50作列表
| 序号   | 年份 | 标题                               | 客串               | 外景                                             |
| ------ | ---- | ---------------------------------- | ------------------ | ------------------------------------------------ |
| 第1作  | 1969 | 寅次郎的故事                       | 光本幸子           | 京都府、奈良县                                   |
| 第2作  | 1969 | 寅次郎的故事2 我爱我阿妈           | 佐藤绪理枝         | 京都府、三重县（拓植）                           |
| 第3作  | 1970 | 寅次郎的故事3 恋爱大放题           | 新珠三千代         | 三重县（汤之山温泉）                             |
| 第4作  | 1970 | 寅次郎的故事4 好梦成空             | 栗原小卷           | 名古屋市                                         |
| 第5作  | 1970 | 寅次郎的故事5 望乡篇               | 长山蓝子           | 千叶县（浦安市）、北海道（札幌市、小樽市）       |
| 第6作  | 1971 | 寅次郎的故事6 纯情篇               | 若尾文子           | 长崎县（福江岛）                                 |
| 第7作  | 1971 | 寅次郎的故事7 奋斗篇               | 榊原留美           | 新潟县（越后广濑）、沼津市、青森县               |
| 第8作  | 1971 | 寅次郎的故事8 寅次郎恋歌           | 池内纯子           | 冈山县（备中高梁）                               |
| 第9作  | 1972 | 寅次郎的故事9 柴又慕情             | 吉永小百合         | 金泽市、福井县                                   |
| 第10作 | 1972 | 寅次郎的故事10 寅次郎美梦成真      | 八千草薰           | 山梨县（甲府市）                                 |
| 第11作 | 1973 | 寅次郎的故事11 寅次郎勿忘我        | 浅丘琉璃子         | 北海道                                           |
| 第12作 | 1973 | 寅次郎的故事12 我的寅先生          | 岸惠子             | 熊本县、大分县                                   |
| 第13作 | 1974 | 寅次郎的故事13 寅次郎失恋记        | 吉永小百合         | 岛根县（津和野、温泉津）                         |
| 第14作 | 1974 | 寅次郎的故事14 寅次郎摇篮曲        | 十朱幸代           | 佐贺县、群马县                                   |
| 第15作 | 1975 | 寅次郎的故事15 鸳鸯伞              | 浅丘琉璃子         | 青森县、北海道                                   |
| 第16作 | 1975 | 寅次郎的故事16 葛饰立志篇          | 樫山文枝           | 山形县                                           |
| 第17作 | 1976 | 寅次郎的故事17 再见夕阳            | 太地喜和子         | 兵库县（龙野）                                   |
| 第18作 | 1976 | 寅次郎的故事18 寅次郎纯情诗集      | 檀文美             | 长野县（别所温泉）、新潟县                       |
| 第19作 | 1977 | 寅次郎的故事19 寅次郎与贵族        | 真野响子           | 爱媛县（大洲）                                   |
| 第20作 | 1977 | 寅次郎的故事20 加油啊寅次郎        | 藤村志保           | 长崎县（平户岛）                                 |
| 第21作 | 1978 | 寅次郎的故事21 走自己的路          | 木之实奈奈         | 阿苏田之原温泉                                   |
| 第22作 | 1978 | 寅次郎的故事22 传说中的寅次郎      | 大原丽子           | 长野县（木曾福岛）、静冈县（大井川）             |
| 第23作 | 1979 | 寅次郎的故事23 飞翔的寅次郎        | 桃井薰             | 北海道（支笏湖）                                 |
| 第24作 | 1979 | 寅次郎的故事24 寅次郎春之梦        | 香川京子           | 和歌山县、京都府、美国                           |
| 第25作 | 1980 | 寅次郎的故事25 寅次郎芙蓉花        | 浅丘琉璃子         | 冲绳县                                           |
| 第26作 | 1980 | 寅次郎的故事26 寅次郎海鸥之歌      | 伊藤蓝             | 北海道（奥尻岛、江差市）、德岛县                 |
| 第27作 | 1981 | 寅次郎的故事27 浪花之恋            | 松坂庆子           | 大阪府、濑户内、对岛                             |
| 第28作 | 1981 | 寅次郎的故事28 寅次郎纸帆船        | 音无美纪子         | 福冈县（秋月）、大分县（夜明）、烧津             |
| 第29作 | 1982 | 寅次郎的故事29 紫阳花之恋          | 石田步             | 京都府（京都市、伊根、信浓大町）、镰仓市、彦根市 |
| 第30作 | 1982 | 寅次郎的故事30 寅次郎落英缤纷      | 田中裕子、澤田研二 | 大分县（汤平温泉、别府铁轮温泉、汤布院）         |
| 第31作 | 1983 | 寅次郎的故事31 旅行、女伴和寅次郎  | 都春美             | 佐渡市、新潟市、支笏湖                           |
| 第32作 | 1983 | 寅次郎的故事32 吹口哨的寅次郎      | 竹下景子           | 冈山县（备中高梁）、广岛县（因岛）               |
| 第33作 | 1984 | 寅次郎的故事33 夜雾中的寅次郎      | 中原理惠           | 钏路市、根室市、中津标、养老牛温泉               |
| 第34作 | 1984 | 寅次郎的故事34 寅次郎真实一路      | 大原丽子           | 鹿儿岛县（枕崎市、指宿）、牛久沼                 |
| 第35作 | 1985 | 寅次郎的故事35 寅次郎恋爱补习班    | 樋口可南子         | 长崎县（上五岛）、天草市、秋田县（鹿角）         |
| 第36作 | 1985 | 寅次郎的故事36 柴又之恋            | 栗原小卷           | 下田、式根岛、滨名湖、会津若松市                 |
| 第37作 | 1986 | 寅次郎的故事37 幸福的青鸟          | 志穗美悦子         | 福冈县（筑丰）                                   |
| 第38作 | 1987 | 寅次郎的故事38 知床旅情            | 竹下景子           | 北海道（斜里町）                                 |
| 第39作 | 1987 | 寅次郎的故事39 寅次郎物语          | 秋吉久美子         | 奈良县（吉野）、和歌山县                         |
| 第40作 | 1988 | 寅次郎的故事40 寅次郎沙拉纪念日    | 三田佳子           | 长野县（小诸市、松本市）、长崎县（岛原市）       |
| 第41作 | 1989 | 寅次郎的故事41 寅次郎心路历程      | 竹下景子           | 奥地利（维也纳）、松岛                           |
| 第42作 | 1989 | 寅次郎的故事42 我的舅舅寅次郎      | 后藤久美子         | 佐贺县（吉野里）、茨城县（袋田）                 |
| 第43作 | 1990 | 寅次郎的故事43 寅次郎的休息日      | 后藤久美子         | 大分县（日田）、名古屋市                         |
| 第44作 | 1991 | 寅次郎的故事44 寅次郎的告白        | 后藤久美子         | 鸟取县、岐阜县（奥惠那崎、蛭川）                 |
| 第45作 | 1992 | 寅次郎的故事45 寅次郎的青春        | 后藤久美子         | 宫崎县（油津）、岐阜县（下吕温泉）               |
| 第46作 | 1993 | 寅次郎的故事46 寅次郎的相亲        | 松坂庆子           | 香川县（琴平、志志岛、高见岛）、栃木縣（鸟山）   |
| 第47作 | 1994 | 寅次郎的故事47 致车寅次郎先生      | 片濑梨乃           | 新潟县（上越市）、滋贺县（長濱市）、镰仓市       |
| 第48作 | 1995 | 寅次郎的故事48 寅次郎红之花        | 浅丘琉璃子         | 奄美大岛、冈山县（泷尾、津山）、神户市           |
| 第49作 | 1997 | 寅次郎的故事49 寅次郎芙蓉花 特別篇 | 浅丘琉璃子         | 冲绳县、北輕井澤                                 |
| 第50作 | 2019 | 寅次郎的故事50 歡迎歸來            | 浅丘琉璃子         |                                                  |

## 后续电影《抓住彩虹的男人》
- 1995年山田洋次心谙渥美清病情危急，决定第48部《寅次郎红之花》为《寅次郎的故事》的最后一集。之后的1996年，山田洋次仍抱着渥美清还会复原的一丝希望，继续筹备第49部，并找来西田敏行及田中裕子一并演出。第49部片名为《男人真辛苦之寅次郎花遍路》，拍摄地是高知县，剧本、角色分配、公开日都已经于1996年12月28日决定，然后秋季开拍。然而，同年8月4日渥美清便去世了，导致本系列的制作也化为泡影，因此改定于1996年12月28日公开放映追忆渥美清的电影《抓住彩虹的男人》，主角仍是吉冈秀隆，西田敏行及田中裕子。整部影片里插入了多部国内外经典电影的片段和经典音乐，并通过男主角活男作了生动的解说，如《天堂电影院》、《雨中曲》、《东京物语》、《寅次郎的故事》等等，并和电影剧情有机联系起来，构成了这部影片。

在本片里，吉冈秀隆饰演的阿亮（请注意，并非《寅次郎的故事》系列里的满男）和父母（仍由满男的父母饰演）吵了一架后，离家出走到了光镇的一家电影院做义工。电影院的社长活男（西田敏行饰）是该电影院的社长，十分热爱电影，也深爱着八重子小姐（田中裕子饰）。接下来的故事内容和《寅次郎的故事》系列内容相似—某天从大阪来了个陌生人找八重子，从此一切都改变了。八重子嫁给了那位陌生人，活男的梦想随之破灭。实际上离别前八重子已经将心意传达给阿活，但是阿活仍然拼命掩饰自己的内心，对这份长达半辈子的感情不敢苟同。不仅如此，当时它的电影院即将倒闭，伤心欲绝的活男让阿亮回东京找一份稳定的工作，取个好老婆，成家立业（与阿寅经常叫阿登要脚踏实地地生活的场景相似，最终阿登真的就成家立业了，阿寅依旧一无所有），并邀请阿亮一起看《寅次郎的故事》第一集之《男人真辛苦》。后来阿亮回到柴又，一家人团聚了，活男似乎没有把电影院转让，他仍旧开着破车宣传着自己喜欢的电影，他开着汽车，哼起了《寅次郎的故事》系列的主题曲。
- 本片里出现的电影院取景于德岛县美马市的脇町剧场戏剧馆，此地在1934年建成，是当时举办歌舞伎表演，通俗歌曲演唱会等的休闲娱乐殿堂。战后被改为电影院，于1955年停止营业。当地曾经计划将脇町剧场拆毁，但因为本片在此取景，而使其一夜成名，脇町剧场的文化价值因此得到重新评估，1999年修复至创建时的样子[4]。
- 结尾部分有对已故出演者渥美清的寄语，而最后部分出现的的寅次郎，是在CG合成的情况下作出的一幕。

## 50週年紀念的第50部作品
紀念本系列電影50週年的第50部作品《男人真命苦　歡迎回來，阿寅》（男はつらいよ　お帰り 寅さん），仍由山田洋次執導，於2019年12月27日在日本上映，並於2020年5月8日以名義《男人之苦 寅次郎返嚟喇》在香港上映。電影以寅次郎的外甥滿男（吉岡秀隆飾演）為主角，講述他的妻子已離世多年，獨身撫養著女兒，並且是一位業餘的小說作家。滿男在新書簽名會上重遇當年的初戀情人及川泉（後藤久美子飾演），兩人更藉此機會一同拜訪當年差點與寅次郎結成夫妻的莉莉（浅丘琉璃子飾演），從而掀起了對寅次郎的追憶。已過世的渥美清不但以寅次郎的舊片斷在電影中登場，寅次郎多年以來的霧水情人，亦有在電影中重現。過往在男人真命苦系列中飾演寅次郎妹妹的倍賞千惠子和飾演妹夫的前田吟，亦有參加演出。

### 正式网页
- 寅さんの世界松竹
- 《寅次郎的故事》40週年官方網頁（页面存档备份，存于）
- 第50部電影《男人真命苦  歡迎回來，阿寅》官方網頁（页面存档备份，存于）

### 关联站点
- 柴又帝釈天門前　とらや成为了外景日本点心店
- 高木屋のホームページ（页面存档备份，存于）
- 葛飾柴又寅さん記念館
- 江戸川寅次郎（页面存档备份，存于）国土交通省江戸川河川事務局
- 寅次郎走过的风景
- 日文BBS

### 研究站点
- さすらいの月虎（页面存档备份，存于）
- 幻のオリジナルTV版「男はつらいよ」の世界